# Odprti flamski liberalci in demokrati
Odprti flamski liberalci in demokrati (nizozemsko: Open Vlaamse Liberalen en Democraten, kratica: Open VLD) je belgijska konservativno-liberalna flamska politična stranka. Stranka je nastala leta 1992 iz nekdanje Stranke za svobodo in napredek (PVV) in politikov iz drugih strank. Stranka Open VLD je trikrat vodila belgijsko vlado, vsakič pod vodstvom Guya Verhofstadta.
Na evropskem parketu je stranka članica Stranke zavezništva liberalcev in demokratov za Evropo in skupine Renew Europe v Evropskem parlamentu.
Predsednik trenutne belgijske vlade Alexander De Croo je član in nekdanji predsednik stranke.

## Poslanci
| Leto volitev | Zbornica | Senatorji | Bruseljski parlament | Flamski parlament | Evropski parlament |
| ------------ | -------- | --------- | -------------------- | ----------------- | ------------------ |
| 1994         |          |           |                      |                   | 3 / 25             |
| 1995         | 21 / 150 | 6 / 40    | 2 / 75               | 26 / 124          | 3 / 25             |
| 1996         | 21 / 150 | 6 / 40    | 2 / 75               | 26 / 124          | 3 / 25             |
| 1997         | 21 / 150 | 6 / 40    | 2 / 75               | 26 / 124          | 3 / 25             |
| 1998         | 21 / 150 | 6 / 40    | 2 / 75               | 26 / 124          | 3 / 25             |
| 1999         | 23 / 150 | 6 / 40    | 2 / 75               | 27 / 124          | 3 / 25             |
| 2000         | 23 / 150 | 6 / 40    | 2 / 75               | 27 / 124          | 3 / 25             |
| 2001         | 23 / 150 | 6 / 40    | 2 / 75               | 27 / 124          | 3 / 25             |
| 2002         | 23 / 150 | 6 / 40    | 2 / 75               | 27 / 124          | 3 / 25             |
| 2003         | 25 / 150 | 7 / 40    | 2 / 75               | 27 / 124          | 3 / 25             |
| 2004         | 25 / 150 | 7 / 40    | 4 / 89               | 25 / 124          | 3 / 24             |
| 2005         | 25 / 150 | 7 / 40    | 4 / 89               | 25 / 124          | 3 / 24             |
| 2006         | 25 / 150 | 7 / 40    | 4 / 89               | 25 / 124          | 3 / 24             |
| 2007         | 18 / 150 | 5 / 40    | 4 / 89               | 25 / 124          | 3 / 24             |
| 2008         | 18 / 150 | 5 / 40    | 4 / 89               | 25 / 124          | 3 / 24             |
| 2009         | 18 / 150 | 5 / 40    | 4 / 89               | 21 / 124          | 3 / 22             |
| 2010         | 13 / 150 | 4 / 40    | 4 / 89               | 21 / 124          | 3 / 22             |
| 2011         | 13 / 150 | 4 / 40    | 4 / 89               | 21 / 124          | 3 / 22             |
| 2012         | 13 / 150 | 4 / 40    | 4 / 89               | 21 / 124          | 3 / 22             |
| 2013         | 13 / 150 | 4 / 40    | 4 / 89               | 21 / 124          | 3 / 22             |
| 2014         | 14 / 150 |           | 5 / 89               | 19 / 124          | 3 / 21             |

## Predsedniki
- 1992–1995 Guy Verhofstadt
- 1995–1997 Herman De Croo
- 1997–1999 Guy Verhofstadt
- 1999–2004 Karel De Gucht
- 2004 Dirk Sterckx
- 2004–2009 Bart Somers
- 2009 Guy Verhofstadt
- 2009–2012 Alexander De Croo
- 2012 Vincent Van Quickenborne
- 2012–2020 Gwendolyn Rutten
- 2020– Egbert Lachaert